# Білик Іван Михайлович
Іван Михайлович Білик (псевдо: «Кость», «Антон») (* 1918, м. Яворів, тепер Львівська область — 24 грудня 1943, с. Бруслинівка, тепер Стрижавська селищна громада, Вінницька область) — український військовий діяч, заступник референта СБ ОУН крайового проводу Південних Українських Земель, учасник антинацистського підпілля, співорганізатор відділів УПА в центральній Україні. 

## Життєпис

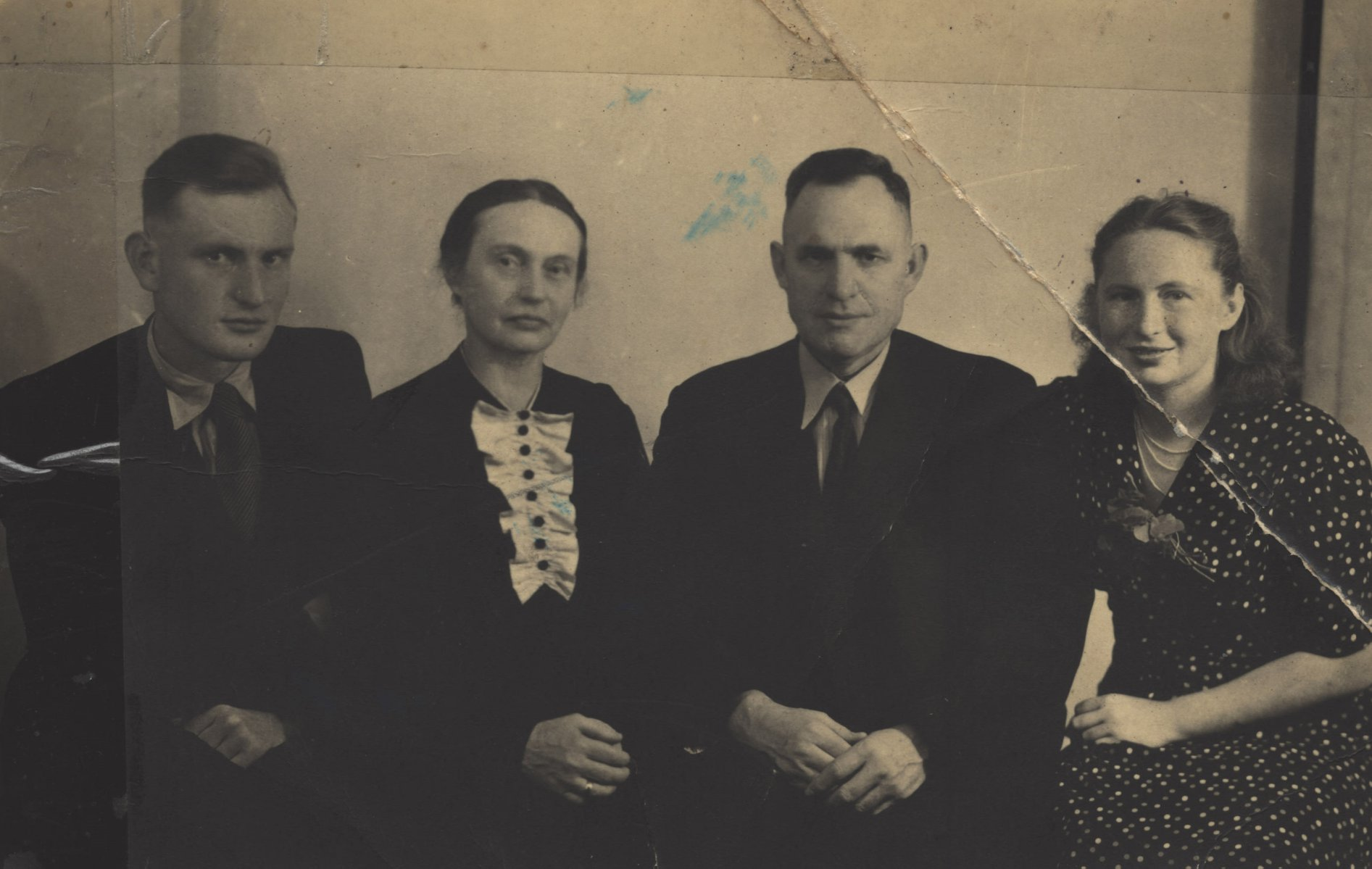
Іван Білик з мамою, сестрою та батьком Михайлом Біликом

Народився 1918 року в місті Яворів у сім'ї відомого мовознавця та літературознавця Михайла Білика.
З 1927 навчався у Стрийській гімназії. Вищу технічну освіту здобував у Львові, Варшаві і Берліні. 
Член ОУН, на початку червня 1941 зголосився перекладачем у німецьку армію, служив у дивізії Лейбштандарте-СС «Адольф Гітлер». Під час перебування на Донбасі встановив зв’язок із українським націоналістичним підпіллям та передавав ОУН розвідувальні дані про плановані нацистами обшуки, арешти та інші дії.
З січні 1943-го року на нелегальному становищі. Працював у підпіллі тодішнього міста Дніпропетровськ, згодом на посаді заступника референта СБ ОУН крайового проводу Південних Українських Земель. У серпні 1943 організував низку замахів на працівників гестапо, за що окупаційна влада оголосила його в розшук.
Про його активну діяльність писав згодом Євген Стахів: 
| «І тут Білик… виконував підпільну роботу зв’язкового, інформуючи підпілля про всі заходи СД і гестапо. Він подавав вістки про планові арешти, ревізії і інші терористичні акції німців, допомагав влаштувати зв’язки із заарештованими революціонерами, сприяв їхньому звільненню, виявляв агентів гестапо і сексотів НКВД. Одного з більших його дій було звільнення цілої групи арештованих підпільників у Маріуполі у серпні 1942 р.; що він зробив разом з іншим перекладачем і членом підпілля, псевдо Ковжун. У цьому часі Білик також викрав таємну інструкцію СД в Україні, яку була передрукована в органі головного проводу ОУН «Ідея і Чин». |
Використовуючи однострій військ СС зумів звільнити низку в’язнів з німецьких концентраційних таборів в Ігрині, Мелітополі і Кривому Розі та отримувати харчі для підпільників із німецьких магазинів.
В жовтні 1943 року перейшов до групи УПА-Південь, де очолив відділ розвідки.
Загинув 24 грудня 1943 року у бою з німецькими військами в селі Бруслинівка, де й був урочисто похоронений. 